# Ремипедии

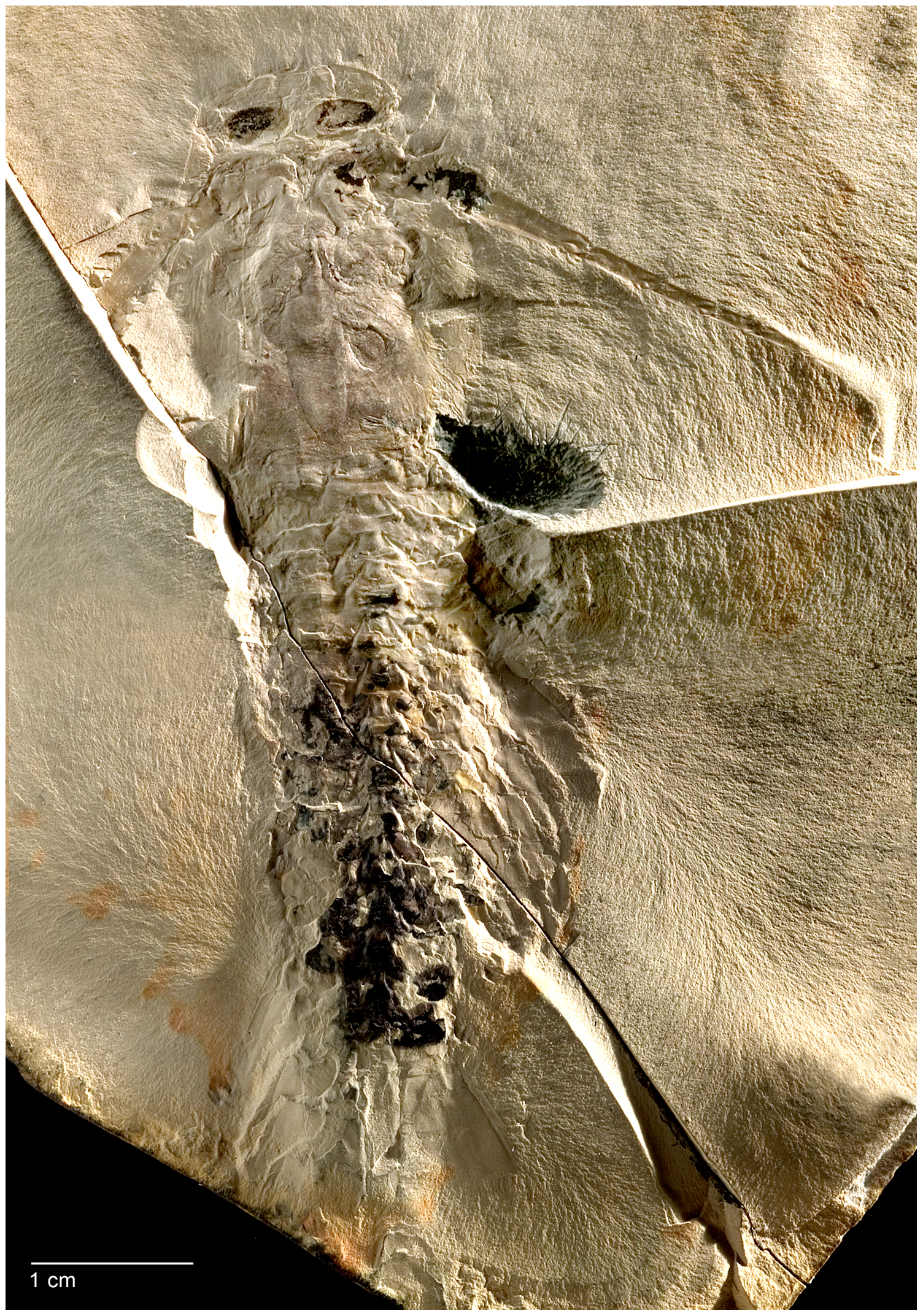
Отпечаток Tesnusocaris goldichi

Ремипедии (лат. Remipedia) — класс слепых ракообразных, найденных в морских анхиолиновых пещерах в Австралии и Карибском море, а также на острове Лансароте (Канарские острова). Впервые были описаны в 1955 году как вымершие (ископаемый вид Tesnusocaris goldichi Brooks, 1955, каменноугольный период, палеозойская эра), но после 1979 года было найдено несколько живых видов. В 1981 году ремипедии были выделены в отдельный класс. В настоящий момент класс Remipedia включает один современный отряд Nectiopoda с 7 семействами.

## Строение
Длина тела взрослых ремипедий — 1-4 см. Тело делится на голову и туловище, состоящее из множества (до 42) сходных сегментов.
На голове находятся три пары предротовых придатков — предантенны и две пары антенн (антенны I и антенны II), а также мандибулы, две пары максилл и максиллипеды (ногочелюсти).
Предантенны (фронтальные филаменты) — небольшие нерасчлененные выросты; возможно, придатки редуцировавшегося предантеннального сегмента. Антенны I (антеннулы) состоят из основания и двух жгутовидных ветвей, несут многочисленные обонятельные щетинки (эстетаски). Вторые антенны двувествистые, укороченные, покрыты длинными щетинками и создают токи воды, возможно, приносящие запахи к антеннулам. Мандибулы нерасчлененные, без жгутика. Максиллы и ногочелюсти одноветвистые, исходно, вероятно, семичлениковые, хотя часть члеников срастаются. Часто несут хорошо развитые выросты — эндиты.
На конце максилл I находится коготь, на котором открывается отверстие крупной железы. Поскольку максиллами I ремипедии могут кусать жертв, предполагается, что секрет железы содержит яды или пищеварительные ферменты, которые вводятся в тело жертвы. Высказывалась гипотеза, что токсином может служить гемоцианин, который под влиянием других компонентов секрета железы, с которыми он смешивается в особом резервуаре, превращается в токсичную фенолоксидазу.
В 2013 году группа исследователей установила, что яд ремипедий содержит энзимы, а также нейротоксин, подобно яду пауков.
Глаза (в том числе науплиальный глаз) отсутствуют.
Плавательные туловищные ножки крепятся латерально и направлены в сторону от тела. Конечности двуветвистые, членистые; экзоподит и эндоподит сходного строения, покрыты длинными щетинками.
Тельсон отсутствует, к анальному сегменту крепятся нерасчлененные уроподы.

## Поведение
Плавают ремипедии спиной вниз, как правило, довольно медленно.
Большую часть времени туловищные конечности создают фильтрационные токи воды, питание преимущественно фильтрационное. Однако могут также быть хищниками и падальщиками (прямыми наблюдениями это подтверждено для нескольких видов).

## Размножение и развитие
Развитие изучено недостаточно. Описаны лецитотрофные, плавающие в толще воды личинки — орто- и метанауплиусы. Их дальнейшее развитие, вероятно, представляет собой типичный анаморфоз.

## Классификация
Класс ремипедий включает 2 отряда с 7 современными и 1 ископаемым семействами, 13 родами и 25 видами
- † Enantiopoda Birshtein, 1960 (вымерший отряд)
  - † Tesnusocarididae Brooks, 1955
    - † Tesnusocaris Brooks, 1955
      - † Tesnusocaris goldichi Brooks, 1955
- Nectiopoda Schram, 1986
  - Cryptocorynetidae Hoenemann, Neiber, Schram & Koenemann, in Hoenemann, Neiber, Humphreys, Iliffe, Li, Schram & Koenemann, 2013
    - Angirasu Hoenemann, Neiber, Schram & Koenemann, in Hoenemann, Neiber, Humphreys, Iliffe, Li, Schram & Koenemann, 2013
      - Angirasu benjamini (Yager, 1987)
      - Angirasu parabenjamini (Koenemann, Iliffe & van der Ham, 2003)

    - Cryptocorynetes Yager, 1987
      - Cryptocorynetes elmorei Hazerli, Koenemann, Iliffe, 2009
      - Cryptocorynetes haptodiscus Yager, 1987
      - Cryptocorynetes longulus Wollermann, Koenemann, Iliffe, 2007

    - Kaloketos Koenemann, Iliffe & Yager, 2004
      - Kaloketos pilosus Koenemann, Iliffe, Yager, 2004

  - Godzilliidae Schram, Yager & Emerson, 1986
    - Godzilliognomus Yager, 1989
      - Godzilliognomus frondosus Yager, 1989
      - Godzilliognomus schrami Iliffe, Otten & Koenemann, 2010

    - Godzillius Schram, Yager & Emerson, 1986
      - Godzillius robustus Schram, Yager, Emerson, 1986

  - Kumongidae Hoenemann, Neiber, Schram & Koenemann, in Hoenemann, Neiber, Humphreys, Iliffe, Li, Schram & Koenemann, 2013
    - Kumonga Hoenemann, Neiber, Schram & Koenemann, in Hoenemann, Neiber, Humphreys, Iliffe, Li, Schram & Koenemann, 2013
      - Kumonga exleyi (Yager & Humphreys, 1996)

  - Micropacteridae Koenemann, Iliffe & van der Ham, 2007
    - Micropacter Koenemann, Iliffe & van der Ham, 2007
      - Micropacter yagerae Koenemann, Iliffe, van der Ham, 2007

  - Morlockiidae García-Valdecasas, 1984
    - Morlockia García-Valdecasas, 1984
      - Morlockia atlantida (Koenemann, Bloechl, Martinez, Iliffe, Hoenemann & Oromí, 2009)
      - Morlockia ondinae García-Valdecasas, 1984

  - Pleomothridae Hoenemann, Neiber, Schram & Koenemann, in Hoenemann, Neiber, Humphreys, Iliffe, Li, Schram & Koenemann, 2013
    - Pleomothra Yager, 1989
      - Pleomothra apletocheles Yager, 1989
      - Pleomothra fragilis Koenemann, Ziegler, Iliffe, 2008

  - Speleonectidae Yager, 1981
    - Lasionectes Yager & Schram, 1986
      - Lasionectes entrichoma Yager & Schram, 1986

    - Speleonectes Yager, 1981
      - Speleonectes emersoni Lorentzen, Koenemann, Iliffe, 2007
      - Speleonectes epilimnius Yager & Carpenter, 1999
      - Speleonectes gironensis Yager, 1994
      - Speleonectes kakuki Daenekas, Iliffe, Yager & Koenemann, 2009
      - Speleonectes lucayensis Yager, 1981
      - Speleonectes minnsi Koenemann, Iliffe, van der Ham, 2003
      - Speleonectes tanumekes Koenemann, Iliffe, van der Ham, 2003

  - Xibalbanus Hoenemann, Neiber, Schram & Koenemann, in Hoenemann, Neiber, Humphreys, Iliffe, Li, Schram & Koenemann, 2013
    - Xibalbanus tulumensis (Yager, 1987)